# Kakapo
Kakapo (lat. Strigops habroptila, maorski: kākāpō, što znači noćni papagaj), vrsta noćnog papagaja endemičnog za Novi Zeland. Jedina je vrsta roda Strigops. 

## Opis
Ima zelenožuto perje s malenim pjegicama i pernate diskove oko očju, poput sova, velik siv kljun, kratke noge, velika stopala i relativno kratka krila i rep. Jedinstven je na više načina: jedini je papagaj na svijetu koji ne može letjeti, najteži papagaj (2-4 kg težak, a oko 60cm dug), noćni, biljojed je, spolni dimorfizam se odražava u veličini tijela, a mužjak ne brine o mladuncima. Vjerojatno je jedna od ptica koje najduže žive (prosječna dužina života je 95 godina, a maksimalna 120 godina).
Kakapoi su kritično ugroženi; do travnja 2009., evidentirano je samo 125 jedinki, od kojih je većina imala ime. Predak kakapoa i roda Nestor je postao izoliran od ostalih papagaja kada se Novi Zeland odvojio od Gondvane, prije oko 82 milijuna godina. Prije oko 70 milijuna godina, kakapo se odvojio od roda Nestor. Zbog nepostojanja predatora izgubio je moć letenja. Nakon kolonizacije i uvedenih predatora, poput mačaka i štakora, većina kakapoa su izumrli. Očuvanje je počelo 1890-ih. Od siječnja 2009. preživjeli kakapoi žive na dva otoka bez predatora.
Uglavnom su biljojedi, i hrane se biljem, sjemenjem, voćem, pa čak i smolom drveća.

## Razmnožavanje
Kakapo je jedina vrsta neletećeg papagaja na svijetu, ali je i jedina neleteća ptica na svijetu koja se udvara partneru. Mužjaci se skupe u jedan prostor i natječu se da bi privukli ženke. Ženke promatraju natjecanje i biraju partnera na osnovu toga koliko je bio bolji od ostalih. Ne stvara se nikakva veza između spolova; sastaju se samo da bi se parili.  
Tokom sezone udvaranja mužjaci napuštaju svoja stara staništa i odlaze u brda gdje osnuju vlastita udvarališta. Ova udvarališta mogu biti i 7 km udaljena od uobičajenog teritorija jedinke. Tu ostaju tokom cijele sezone udvaranja. Plaše svoje protivnike podignutim perjem, raširenim krilima, otvorenim kljunovima, podignutim kanđama i ispuštanjem glasnih kreštećih i režećih zvukova. Mogu se ozlijediti ili čak umrijeti u borbama. 
Da bi privukli ženke mužjaci ispuštaju glasove slične bubnjanju na niskim frekvencijama (ispod 100 herca). Bubnjanje se može čuti barem jedan kilometar dalje. Kada ženka dođe, mužjak počinje udvaranje pomjerajući se sa strane na stranu i klikćući kljunom. Onda se okrene leđima prema ženki, raširi krila i kreće se unazad prema njoj. Nakon parenja ženka se vraća na svoj teritorij, dok mužjak ostaje u udvaralištu i nastavlja bubnjati. 
Ženka nese do tri jajeta u zaklonu biljaka ili u šupljem deblu. Ptići se izlegu za oko 30 dana. Ženka hrani mladunčad tri mjeseca, ali mladunčad ostaje s majkom i nekoliko mjeseci nakon što im je perje naraslo. Napuštaju gnijezdo prosječno nakon 10 do 12 tjedana starosti. Majke ih u nekim slučajevima povremeno hrane i sljedećih 6 mjeseci.

## Drugi projekti
|  | Zajednički poslužitelj ima još gradiva o temi kakapo |
|  | Wikivrste imaju podatke o taksonu kakapou            |